# Pierre Toudic
Pierre Toudic est un homme politique français né le 3 septembre 1765 à Guingamp  et mort le 31 décembre 1806 au même lieu.

## Biographie
Avocat à Guingamp, il est élu suppléant à la Convention et est admis à siéger le 5 floréal an III. Il passe au Conseil des Cinq-Cents le 24 vendémiaire an IV et siège jusqu'en l'an VI.

## Sources
- « Pierre Toudic », dans Adolphe Robert et Gaston Cougny, Dictionnaire des parlementaires français, Edgar Bourloton, 1889-1891 [détail de l’édition]